# Copenhagen Masters 2009
Das Copenhagen Masters 2009 im Badminton war die 17. Auflage dieser Turnierserie. Es fand vom 27. bis zum 29. Dezember 2009 in Kopenhagen statt. Das Preisgeld betrug 320.000 Dänische Kronen.

## Finalergebnisse
| Disziplin    | Sieger                              | Finalist                             | Ergebnis          |
| ------------ | ----------------------------------- | ------------------------------------ | ----------------- |
| Herreneinzel | Jan Ø. Jørgensen                    | Dicky Palyama                        | 21:7 21:14        |
| Dameneinzel  | Tine Rasmussen                      | Lydia Cheah Li Ya                    | 21:11 18:21 21:10 |
| Herrendoppel | Lars Paaske Jonas Rasmussen         | Mathias Boe Carsten Mogensen         | 21:16 22:20       |
| Mixed        | Thomas Laybourn Kamilla Rytter Juhl | Robert Mateusiak Nadieżda Kostiuczyk | kampflos          |